# 오자와 히토시
오자와 히토시(小沢 仁志, 1962년 6월 19일 ~ )는 일본의 배우이다. 도쿄도 나카노구 출신이다.

## 출연작
- 2016년 《CONFLICT ~ 최대의 항쟁 ~》